# Dielectric mirror

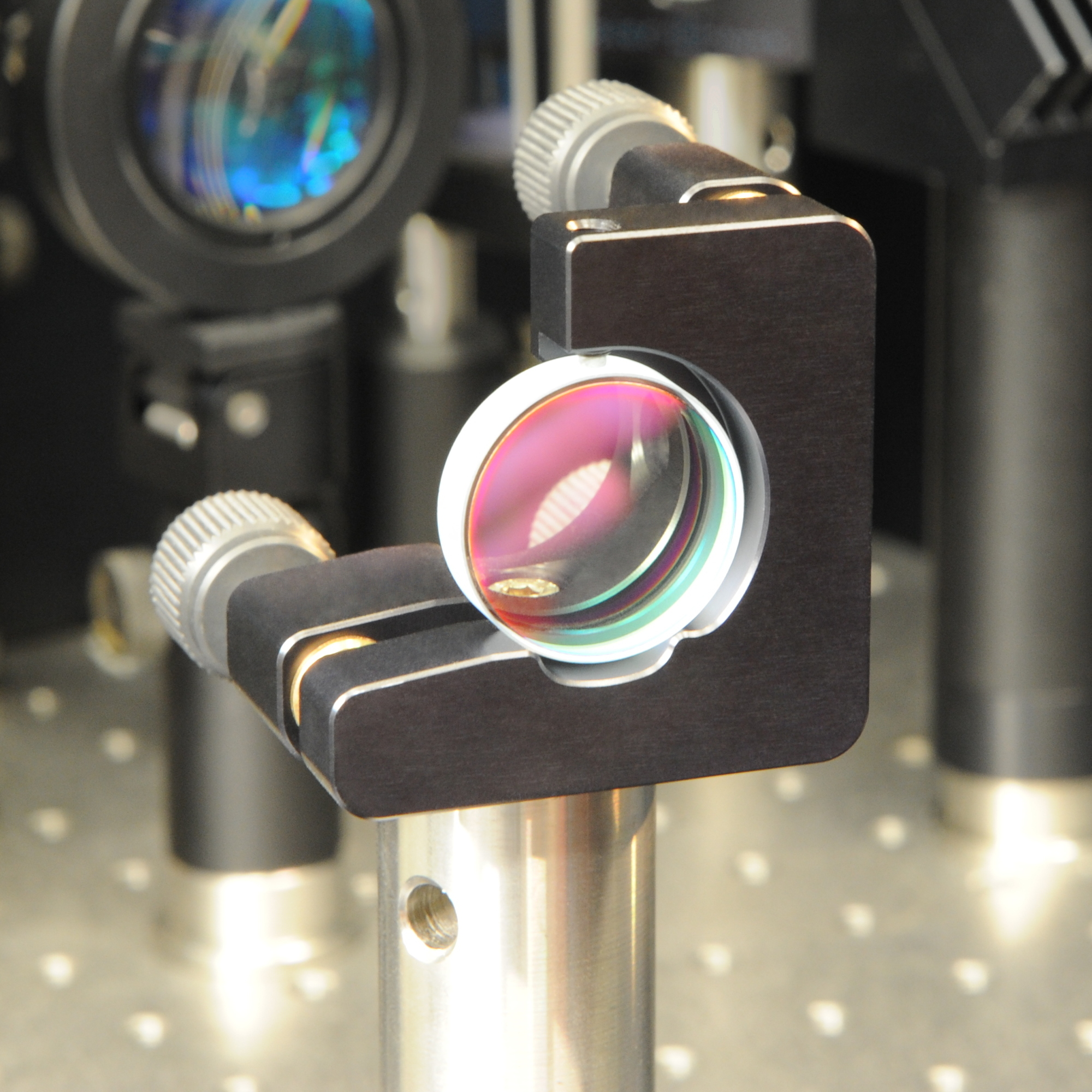
Một gương điện môi hồng ngoại trong giá treo gương

Gương điện môi, còn được gọi là gương Bragg, là một loại gương bao gồm nhiều lớp vật liệu điện môi mỏng, thường đọng lại trên đế của thủy tinh hoặc một số vật liệu quang học khác. Bằng cách lựa chọn cẩn thận loại và độ dày của các lớp điện môi, người ta có thể thiết kế một lớp phủ quang học với độ phản xạ xác định ở các bước sóng ánh sáng khác nhau. Gương điện môi cũng được sử dụng để tạo ra gương có độ phản xạ cực cao: cho các giá trị 99,999% hoặc cao hơn trong phạm vi bước sóng hẹp có thể được tạo ra bằng các kỹ thuật đặc biệt. Ngoài ra, chúng có thể được chế tạo để phản xạ phổ ánh sáng rộng, chẳng hạn như toàn bộ phạm vi nhìn thấy hoặc phổ của laser Ti-sapphire. Loại gương này rất phổ biến trong các thí nghiệm quang học, do các kỹ thuật cải tiến cho phép sản xuất gương chất lượng cao không quá tốn kém. Ví dụ về các ứng dụng của họ bao gồm tia laser khoang gương cuối, nóng và gương lạnh, gương bán mạ màng mỏng, gương chống laser cao, và các lớp phủ trên mắt kính tráng gương hiện đại.

## Cơ chế

Sơ đồ gương điện môi. Các lớp mỏng có chiết suất cao n_{1} được xen kẽ với các lớp dày hơn với chiết suất thấp hơn n_{2}. Độ dài đường dẫn l_{A} và l_{B} cách nhau chính xác một bước sóng, dẫn đến giao thoa tăng cường.

Gương điện môi hoạt động dựa trên sự giao thoa ánh sáng phản xạ từ các lớp khác nhau của lớp điện môi. Đây là nguyên tắc tương tự được sử dụng trong lớp phủ chống phản xạ nhiều lớp, đó là các ngăn điện môi được thiết kế để giảm thiểu thay vì tối đa hóa độ phản xạ. Gương điện môi đơn giản có chức năng như các tinh thể quang tử một chiều, bao gồm một chồng các lớp có chiết suất cao xen kẽ với các lớp có chiết suất thấp (xem sơ đồ). Độ dày của các lớp được chọn sao cho chênh lệch chiều dài đường dẫn của phản xạ từ các lớp chỉ số cao khác nhau là bội số nguyên của bước sóng mà gương được thiết kế. Các phản xạ từ các lớp chỉ số thấp có độ chính xác bằng một nửa bước sóng, nhưng có sự chênh lệch 180 độ về độ dịch pha ở ranh giới chỉ số từ thấp đến cao, so với ranh giới chỉ số cao đến thấp có nghĩa là những phản xạ này cũng đang trong giai đoạn. Trong trường hợp gương ở tần suất bình thường, các lớp có độ dày bằng một phần tư bước sóng. 

Màu sắc được truyền bởi các bộ lọc điện môi sẽ dịch chuyển khi góc của ánh sáng tới thay đổi.

Các thiết kế khác có cấu trúc phức tạp hơn thường được sản xuất bằng cách tối ưu hóa. Trong trường hợp sau, sự phân tán pha của ánh sáng phản xạ cũng có thể được kiểm soát (xem gương Chirped). Trong thiết kế gương điện môi, có thể sử dụng phương pháp ma trận chuyển quang.
Gương điện môi thể hiện sự chậm pha như một chức năng của góc tới và thiết kế gương.

## Chế tạo

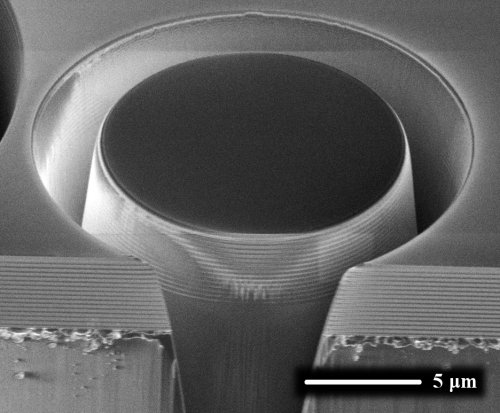
Một hình ảnh kính hiển vi điện tử của một mảnh gương điện môi khoảng 13 micromet được cắt từ chất nền lớn hơn. Các lớp xen kẽ của Ta_{2}O_{5} và SiO_{2} có thể nhìn thấy ở cạnh dưới.

Các kỹ thuật sản xuất gương điện môi dựa trên các phương pháp lắng màng mỏng. Các kỹ thuật phổ biến là lắng đọng hơi vật lý (bao gồm lắng đọng bay hơi và lắng đọng bằng tia ion), lắng đọng hơi hóa học, lắng đọng chùm ion, epitaxy chùm phân tử và lắng đọng phun. Các vật liệu phổ biến là magie fluoride, silicon dioxide, tantalum pentoxit, kẽm sulfide (n = 2.32) và titan dioxide (n = 2.4).